# Тербијум
Тербијум (Tb, лат. terbium), јесте хемијски елеменат из групе лантаноида са атомским бројем 65. Један је од 4 елемената који су добили име по шведском селу Итербију. Гадолинијум је заступљен у Земљиној кори у количини од 1,1 ppm. Најважнији минерал му је монацит: .
То је сребренасти, ретки земни метал, доста добро кован, дуктилан и веома мекак да се може резати ножем. Он је девети члан серије хемијских елемената званих лантаноиди. Тербијум је прилично електропозитиван метал који реагира с водом, издвајајући из ње гасовити водоник. У природи се не може наћи у слободном, елементарном стању већ је садржан у многим минералима као што су церит, гадолинит, монацит, ксенотим и еуксенит. Шведски хемичар Карл Густаф Мосандер је 1843. открио тербијум у виду засебног елементарног једињења, тако што је запазио одређене нечистоће у итријум оксиду, Y2O3. Оба ова елемента, итријум и тербијум добили су име по селу Итербију у Шведској. Међутим, чисти елементарни метал није добијен све до појаве јонско-измењивачких техника.
Тербијум се користи као допант за калцијум флуорид, калцијум волфрамат и стронцијум молибдат, материјале који се користе у уређајима у чврстом стању те као стабилизатори кристала горивих ћелија које раде при повишеним температурама. Као један од састојака терфенола-Д (легуре која се шири и скупља при деловању магнетног поља, више од било које друге познате легуре), тербијум се користи и у погонским елементима у разним машинама, поморским сонарним системима и сензорима. Највећи део светске производње тербијума користи се у зеленом фосфору. Тербијум-оксид употребљава се у флуоресцентним светиљкама, телевизорима и рачунарским ЦРТ мониторима. Тербијумски зелени фосфори се комбинују са двовалентним европијумским плавим фосфорима и тровалентним црвеним фосфорима, чиме се омогућава трихроматска светлосна технологија, као и веома ефикасно бело светло, погодно за стандардно осветљење просторија.

## Историја
Шведски хемичар Карл Густаф Мосандер открио је тербијум 1843. године. Тада је запазио нови елемент као нечистоћу у узорку итријум оксида, Y2O3. Итријум је добио име према називу села Итербија у Шведској. Тербијум није изолован у свом чистом, елементарном облику све до појаве јонско-измењивачких техника средином 20. века.
Мосандер је први који је раздвојио руду звану итрија на три састојка, а све их је назвао по називу руде: итрија, ербија и тербија. „Тербија” је првобитно био фракција која је садржавала ружичасту боју, због елемента који је данас познат под именом ербијум. „Ербија” (садржи елемент који се данас назива тербијум) првобитно је била фракција која је генерално била безбојна у растворима. За нерастворљиви оксид овог елемента примећено је да има незнатне смеђе нијансе. Каснији истраживачи нису у довољној мери успели да запазе слабије обојену фракцију „ербије”, али растворљиву ружичасту фракцију није било могуће не приметити. У даљњем току истраживања измењивали су се аргументи „за” и „против” постојања ербије. Осим тога, настала је и забуна око имена, јер су првобитна имена замењена, те су касније ружичасту фракцију називали раствором који садржи ербијум (а који у раствору јесте ружичаст). Данас се сматра да су тадашњи научници користили двоструки натријум или калијум сулфат за уклањање „церије” из руде „итрије”, чиме се неповратно губио тербијум у талогу који је садржао „церију”. Оно што је данас познато као елемент тербијум, било је само око 1% првобитне руде „итрије”, али је и то било сасвим довољно да створи жућкасту боју итријум-оксида. Стога је тербијум био мања компонента првобитног узорка у којем се појављивао, а где су „доминирали” његови суседи из периодног система: гадолинијум и диспрозијум.
После тога, кад год су друге ретке земље издвојене из ове смесе, а која год од њих је давала смеђе оксиде, добијала је име тербијум, све док најзад није добијен смеђи оксид тербијума у чистом облику. Истраживачи током 19. века нису имали могућности испитивања узорака технологијом ултраљубичасте флуоресценције како би посматрали јарко жуту или зелену флуоресценцију Tb(III), чиме су много лакше могли идентификовати чврсте смеше или растворе.

## Особине

### Физичке
Тербијум је сребрнасто-сјајни ретки земни метал, лако кован, дуктилан и мек, тако да се може резати ножем. Релативно је постојан на ваздуху у односу на много реактивније лантаноиде из прве половине серије лантаноида. Тербијум постоји у два кристална алотропа, а трансинформација између њих одвија се на температури од 1289 °. Укупно 65 електрона у атому тербијума расподељено је по орбиталама према конфигурацији . Обично, само три електрона се могу уклонити пре него што набој језгра постане исувише велик да би се допустила даљња јонизација, међутим у случају тербијума, стабилност полу-попуњене 7 конфигурације омогућава даљњу јонизацију четвртог електрона у присуству врло снажних оксидирајућих средстава као што је на примјер гас флуор.
Катјони тербијума(III) показују врло јаку флуоресценцију, сјајне лимун жуте боје, која је резултат снажне зелене емисијске линије у комбинацији са другим линијама у наранџастом и црвеном делу спектра. Итрофлуорит је варијетет минерала флуорита а који своју кремасто-жуту флуоресценцију једним делом дугује и тербијуму. Тербијум се врло лако оксидује па се у свом елементарном облику користи искључиво за истраживања. Јапанским научницима је успело да појединачне атоме тербијума изолирају тако што су их унели у молекуле фулерена. Тербијум има једноставни феромагнетни распоред при температури испод 219 K. Изнад те температуре, прелази у спирално антимагнетно стање у којем су сви атомски моменти у одређеној базној равни паралелни и усмерени под сталним углом према моментима суседних слојева. Таква необична антиферомагнетна трансформација прелази у неуређено парамагнетно стање при 230 K.

### Хемијске
Најчешће оксидационо стање тербијума је +3, као што је на пример у Tb
2O
3. Стање +4 је познато у једињењима TbO2 и 4. Тербијум лако сагорева дајући мешани тербијум(III,IV) оксид:
8 Tb + 7 O
2 → 2 Tb
4O
7
У растворима, тербијум гради само тровалентне јоне. Он је изразито електропозитиван те споро реагује у хладној води. Међутим, у врелој води реагује врло брзо истискујући из ње водоник и градећи тербијум-хидроксид:
2 Tb + 6 H
2O → 2 Tb(OH)
3 + 3 H
2↑
Метални тербијум реагује са свим халогеним елементима, дајући беле трихалиде:
2 Tb + 3 X
2 → 2 TbX
3 (X = F, Cl, Br, I)
Тербијум се врло лако раствара у разблаженој сумпорној киселини градећи растворе који садрже светлоружичасте јоне тербијума(III), а који постоје у виду комплекса :
2 Tb (č) + 3 H
2SO
4 → 2 Tb3+
 + 3 SO2−
4 + 3 H
2↑

### Изотопи
Тербијум који се налази у природи састоји се искључиво само из једног стабилног изотопа, тербијума-159; стога је ово један од елемената који спадају у мононуклидне и моноизотопске елементе. Осим тога, познато је 36 радиоактивних вештачких изотопа, од којих је најтежи тербијум-171 (са атомском масом од 170,95330(86) ) док је најлакши изотоп тербијум-135. Најстабилнији вештачки радиоизотоп тербијума је тербијум-158, чије време полураспада износи 180 година, а следи тербијум-157, са временом полураспада од 71 године. Сви остали радиоактивни изотопи имају времена полураспада краћа од три месеца, а велика већина од њих времена полураспада краћа од пола минуте. Основни начин распада изотопа лакших од стабилног изотопа 159Tb је електронски захват, којим се добијају изотопи гадолинијума, а основни начин распада тежих изотопа јесте бета минус распад, којим се добијају изотопи диспрозијума.
Овај елемент такође има и 27 нуклеарних изомера, са масама од 141–154, 156 и 158 (сваки масени број не одговара искључиво само једном изомеру). Најстабилнији метастабилни изомери су тербијум-156, са временом полураспада од 24,4 сата те тербијум-156, са временом полураспада од 22,7 сати; то је дуже од времена полураспада већине радиоактивних изотопа тербијума у основном стању, изузев оних са масеним бројевима 155–161.